# 한국패션실용전문학교
한국패션실용전문학교(韓國패션實用專門學校, Korea Fashion Design Occupational Training College)는 서울특별시 종로구에 위치한 대한민국의 직업전문학교이다.

## 연혁
- 2007년:우성예술직업전문학교 설립
- 2013년: 현 교사로 이전

## 교육편제
다음은 2019년 기준 한국패션실용전문학교의 교육 과정 일람이다.
- 패션디자인 전공
- 패션비즈니스 전공